# West-Palearctisch gebied

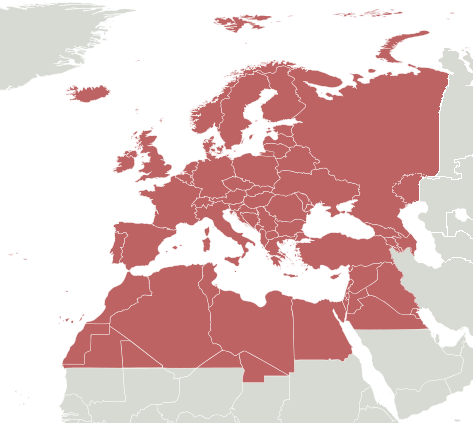
Kaart van het West-Palearctisch gebied

Het West-Palearctisch gebied (vaak aangeduid als WP of met de Engelse naam 'Western Palearctic') is het westelijke gedeelte van het Palearctisch gebied. Het beslaat Europa, het Midden-Oosten en Noord-Afrika. De Oeral is dus behalve de Oostgrens van Europa ook de oostgrens van het West-Palearctisch gebied.
Het West-Palearctisch gebied wordt vaak gebruikt als beschrijving voor het verspreidingsgebied van diersoorten. De exacte begrenzing varieert per bron, maar die van het boek Birds of the Western Palearctic (BWP) wordt veel gebruikt.